# Persone di cognome Karlsson
| Questa pagina contiene informazioni ricavate automaticamente dalle voci biografiche con l'ausilio del template Bio e di un bot. L'aggiornamento è periodico e automatico e ricostruisce completamente la pagina. Se manca una persona in questa lista, sei pregato di non aggiungerla, ma accertati piuttosto che la sua voce biografica contenga il template Bio e che i dati anagrafici siano correttamente compilati. Se il template Bio manca, inseriscilo tu stesso o, in alternativa, metti l'avviso {{tmp\|Bio}} che ne segnala la mancanza. Se i dati riportati sono sbagliati, correggi direttamente la voce biografica; le modifiche saranno visibili in questa lista entro pochi giorni. Per chiarimenti vedi il progetto antroponimi. La lista contiene solo le 57 persone che sono citate nell'enciclopedia e per le quali è stato implementato correttamente il template Bio. Pagina aggiornata al 23 lug 2025. |

Questa è una lista di persone presenti nell'enciclopedia che hanno il cognome Karlsson, suddivise per attività principale.

## Allenatori di calcio(3)
- Conny Karlsson, allenatore di calcio e ex calciatore svedese (Oskarshamn, n. 1953)
- Kalle Karlsson, allenatore di calcio e giornalista svedese (Västerås, n. 1981)
- Kent Karlsson, allenatore di calcio e ex calciatore svedese (Arboga, n. 1945)

## Arbitri di calcio(2)
- Bo Karlsson, ex arbitro di calcio svedese (n. 1949)
- Kristoffer Karlsson, arbitro di calcio svedese (n. 1984)

## Attori(1)
- Jonas Karlsson, attore, drammaturgo e cantante svedese (Stoccolma, n. 1971)

## Calciatori(23)
- Christoffer Karlsson, ex calciatore svedese (n. 1988)
- Per Karlsson, ex calciatore svedese (Falkenberg, n. 1989)
- Tobias Karlsson, calciatore svedese (Öckerö, n. 1989)
- Arthur Karlsson, calciatore svedese (Ekeby, n. 1914 - Osby, † 1977)
- Bertil Karlsson, calciatore svedese (n. 1899 - † 1976)
- Bror Karlsson, calciatore svedese (n. 1921 - † 2011)
- Christian Karlsson, ex calciatore svedese (n. 1969)
- Einar Karlsson, calciatore svedese (n. 1909 - † 1967)
- Emil Karlsson, calciatore svedese (Vapnö, n. 1908 - Halmstad, † 2000)
- Eric Karlsson, calciatore svedese (Stoccolma, n. 1915 - † 2002)
- Hlynur Freyr Karlsson, calciatore islandese (Kópavogur, n. 2004)
- Johan Karlsson, ex calciatore svedese (Linköping, n. 1975)
- Johan Karlsson, calciatore svedese (n. 2001)
- Herbert Karlsson, calciatore svedese (Göteborg, n. 1896 - Göteborg, † 1952)
- Jesper Karlsson, calciatore svedese (Falkenberg, n. 1998)
- Kazper Karlsson, calciatore svedese (Göteborg, n. 2005)
- Markus Karlsson, ex calciatore svedese (n. 1972)
- Markus Karlsson, calciatore svedese (Stoccolma, n. 2004)
- Nils Karlsson, calciatore svedese (n. 1897 - † 1968)
- Patric Karlsson, ex calciatore svedese (n. 1967)
- Per Karlsson, ex calciatore svedese (Solna, n. 1986)
- Stefan Karlsson, ex calciatore svedese (Haninge, n. 1988)
- Victor Karlsson, calciatore svedese (n. 2001)

## Calciatrici(1)
- Maria Karlsson, ex calciatrice svedese (Göteborg, n. 1985)

## Canoiste(1)
- Eva Karlsson, ex canoista svedese (n. 1961)

## Cantanti(4)
- Familjen, cantante e produttore discografico svedese (Hässleholms församling, n. 1976)
- Miss Li, cantante svedese (Borlänge, n. 1982)
- Pernilla Karlsson, cantante finlandese (Siuntio, n. 1990)
- Sofia Karlsson, cantante svedese (Enskede, n. 1975)

## Cestisti(1)
- Jonte Karlsson, ex cestista e allenatore di pallacanestro svedese (Nyköping, n. 1957)

## Chitarristi(1)
- Magnus Karlsson, chitarrista e polistrumentista svedese (n. 1973)

## Ciclisti su strada(1)
- Jan Karlsson, ex ciclista su strada svedese (Falköping, n. 1966)

## Esoteristi(1)
- Thomas Karlsson, esoterista svedese (n. 1972)

## Fondiste(1)
- Frida Karlsson, fondista svedese (Sollefteå, n. 1999)

## Fondisti(3)
- Allan Karlsson, fondista svedese (n. 1911 - † 1991)
- Niklas Karlsson, ex fondista svedese (n. 1980)
- Nils Karlsson, fondista svedese (Östnor, n. 1917 - Mora, † 2012)

## Hockeisti su ghiaccio(3)
- Andreas Karlsson, ex hockeista su ghiaccio svedese (Ludvika, n. 1975)
- Erik Karlsson, hockeista su ghiaccio svedese (Landsbro, n. 1990)
- William Karlsson, hockeista su ghiaccio svedese (Märsta, n. 1993)

## Lottatori(3)
- Einar Karlsson, lottatore svedese (Stoccolma, n. 1908 - Stoccolma, † 1980)
- Jan Karlsson, ex lottatore svedese (Trollhättan, n. 1945)
- David Karlsson, lottatore svedese (Edsbro, n. 1881 - Stoccolma, † 1946)

## Nuotatrici(1)
- Louise Karlsson, ex nuotatrice svedese (n. 1974)

## Pallamanisti(1)
- Tobias Karlsson, ex pallamanista svedese (Karlskrona, n. 1981)

## Pesisti(1)
- Conny Karlsson, ex pesista finlandese (Dragsfjärd, n. 1975)

## Sovrani(1)
- Sverker II di Svezia, re (n. 1164 - Battaglia di Gestilren, † 1210)

## Tennistavolisti(1)
- Peter Karlsson, tennistavolista svedese (Stenstorp, n. 1969)

## Tenniste(1)
- Carina Karlsson, ex tennista svedese (n. 1963)

## Thaiboxer(1)
- Joakim Karlsson, thaiboxer e kickboxer svedese (Stoccolma, n. 1971)

## Velisti(1)
- Hjalmar Karlsson, velista svedese (Örebro, n. 1906 - Ekerö, † 1992)